# Berg- und Sport-Film

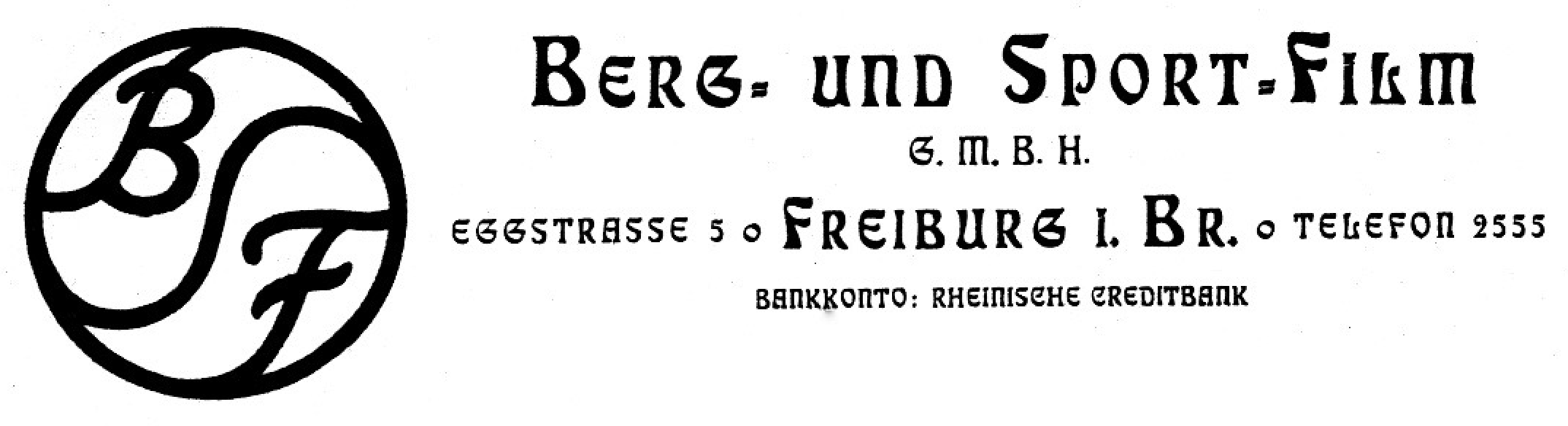
Briefkopf mit Bildmarke der Berg- und Sport-Film G.m.b.H., 1920er Jahre

Die Berg- und Sport-Film G.m.b.H. war ein deutsches Unternehmen mit Sitz in Freiburg im Breisgau, dessen wesentlicher Geschäftszweck die Filmproduktion war. Seiner Firmierung entsprechend fokussierte das Unternehmen in der Folge auf die Herstellung von Filmen über die Bergwelt und den (Ski-)Sport.

## Gründung
Die Firma wurde nach dem Ersten Weltkrieg im Jahr 1920 von den beiden Bergsteigern und Skiläufern Arnold Fanck und Odo Deodatus Tauern begründet. Ihren Sitz hatte die Berg- und Sport-Film G.m.b.H. in Freiburgs Röderstraße 9.

## Weitere Entwicklung
Zum Gesellschafterkreis des Unternehmens stießen die Forscher Rolf Bauer und 1921 Bernhard Villinger hinzu. Als Erster Kameramann der Filmproduktionsfirma fungierte zwischen 1920 und 1923 Sepp Allgeier. Neben diesem wurden dort nach Ausbildung durch Allgeier und Fanck auch Richard Angst, Albert Benitz, Kurt Neubert, Walter Riml und Hans Schneeberger als Kameraleute tätig. Sie zählten mit Allgeier und Fanck zur Freiburger Schule und bewirkten, dass Freiburg im Breisgau damals ein Zentrum des deutschen Filmschaffens war. Neben Fancks Filmen produzierte die Berg- und Sport-Film G.m.b.H. Dokumentar-, Animations- und Märchenfilme. Improvisation wurde bei Aufnahme und Schnitt zum wesentlichen Element.

„Während fast alle Filmmanuskripte zunächst auf der Erfindung einer literarischen story beruhten, die dann nachträglich durch Filmbild illustriert wurde, ging ich stets den umgekehrten Weg. Das heißt zuerst bildliche Vorstellungen, die sich dann allmählich zu einer geschlossenen Handlung zusammenschlossen.“

Ab 1923/24 wurden erstmals auch Atelieraufnahmen realisiert. Für den Film Der Berg des Schicksals wurden mit Debütant Luis Trenker Bergsteiger und Skifahrer erstmals nicht mehr nur als Darsteller, sondern als Schauspieler eingesetzt.
Die Hyperinflation brachte dem Unternehmen erhebliche Schwierigkeiten; 1925 wurde es von der Universum-Film (UFA) übernommen, die auf diese Weise einen erfolgreichen und lästigen Mitbewerber schlucken konnte.
Im Jahr 1946 versuchte Fanck, die Berg- und Sport-Film G.m.b.H. in Freiburg wieder zu beleben, kam damit jedoch nicht über die Planungsphase hinaus. Im Handelsregister war das Unternehmen zwischen 1946 und 1952 eingetragen.

## Filmographie
- 1919/20: Das Wunder des Schneeschuhs, 1. Teil
- 1920: Die Meister des Wassers
- 1921: Jiu-Jitsu – Die unsichtbare Waffe
- 1921: Moritz, der Träumer – Wie sich Moritz die Erschaffung der Welt vorstellt
- 1921: Der große Boxkampf Dempsey–Carpentier
- 1921: Im Kampf mit dem Berge
- 1921: Mit der Jungfraubahn in die Regionen des ewigen Eises
- 1921/22: Das Wunder des Schneeschuhs, 2. Teil Eine Fuchsjagd auf Skiern durchs Engadin
- 1921/22: Die sterbende Stadt
- 1922: Pömperlis Kampf mit dem Schneeschuh
- 1922: Chufu
- 1922: Die deutschen Kampfspiele 1922
- 1922: Fußballwettspiel Erde–Mars
- 1922: Ali-Baba und die 40 Räuber
- 1922: Auf rauschender Fahrt – Ein Segelsportfilm und was Operateur Huckebein bei seiner Aufnahme erlebte
- 1923: 1000 Dollar Belohnung
- 1923: Das Herz des Menschen
- 1923: Franzens Lebensrettung – Ein Erlebnis unter den Wilden
- 1923/24: Der Berg des Schicksals
- 1924: Das Wolkenphänomen von Maloja
- 1924: Die begehrte Lotte oder Welch entzückende Füßchen
- 1924/25: Die weiße Kunst
- 1925: Das Rudern
- 1925/26: Südtirol – Ein Vorposten deutscher Kultur
- 1927: Wintersport im Schwarzwald[12]